# Eeva Fleig

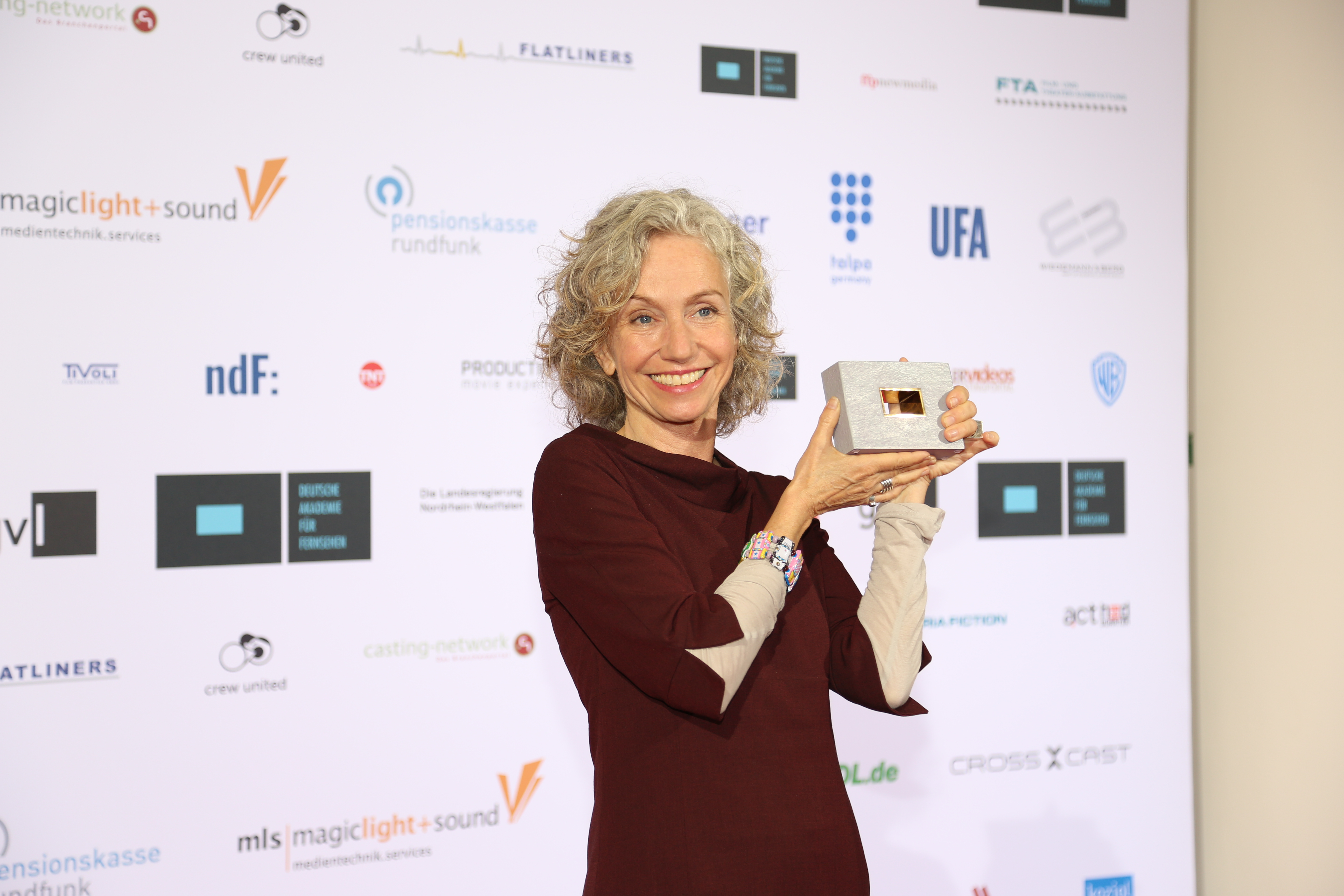
Eeva Fleig bei der Verleihung der Auszeichnungen der Deutschen Akademie für Fernsehen (DAFF) 2017.

Eeva Fleig (auch Eva Fleig; * 5. November 1964 in Zürich) ist eine Schweizer Kamerafrau.

## Leben
Eeva Fleig arbeitete nach ihrem Schulabschluss als Kameraassistentin für einen Dokumentarfilm in Peru. Dadurch entschloss sie sich, 1992 nach Berlin zu ziehen und ein Kamerastudium an der Hochschule für Film und Fernsehen „Konrad Wolf“ zu beginnen. Nach ihrem Diplom 1999 drehte sie 2000 mit Salamander ihren ersten Langspielfilm als Kamerafrau. Im selben Jahr wurde sie für ihre Arbeit an dem Kurzfilm Kleingeld mit dem Deutschen Kamerapreis ausgezeichnet.

## Filmografie (Auswahl)
- 1998: Mäuse im Lüftungsschacht
- 2000: Kleingeld (Kurzfilm)
- 2000: Salamander
- 2002: Schmetterling
- 2002: Weihnachten (Fernsehfilm)
- 2003: Little Girl Blue
- 2004: Busenfreundinnen
- 2005: Lago Mio
- 2005: Tod einer Ärztin
- 2006: Paulas Geheimnis
- 2007: Nichts als Gespenster
- 2007: Nichts ist vergessen
- 2009: Der kleine Mann (Fernsehserie, 4 Folgen)
- 2009: SOKO Wismar (Fernsehserie, 4 Folgen)
- 2010: Der Mann der über Autos sprang
- 2011: Es ist nicht vorbei
- 2011: Tatort: Zwischen den Ohren
- 2011: Westwind
- 2012: Alleingang
- 2012: Blutadler
- 2012: Tatort: Wegwerfmädchen
- 2012: Tatort: Das goldene Band
- 2012: Die Toten von Hameln
- 2014: Nord bei Nordwest – Käpt’n Hook
- 2014: Rentnercops – Verdamp lang her
- 2015: Sturköpfe
- 2016: Der Athen-Krimi – Trojanische Pferde
- 2016: Mein Sohn, der Klugscheißer
- 2016: Blaumacher (Fernsehserie, 6 Folgen)
- 2017: Leanders letzte Reise
- 2018: Nord bei Nordwest – Waidmannsheil
- 2019: Wolfsland – Das heilige Grab
- 2019: Wolfsland – Heimsuchung
- 2019: Ella Schön: Die nackte Wahrheit
- 2019: Ella Schön: Sturmgeschwister
- 2021: Eisland (Fernsehfilm)
- 2022: Tatort: Tyrannenmord
- 2022: Polizeiruf 110: Black Box
- 2022: Polizeiruf 110: Hexen brennen
- 2024: Unschuldig – Der Fall Julia B.
- 2025: Mordlichter – Tod auf den Färöer Inseln

## Auszeichnungen
- 2000 Deutscher Kamerapreis für Kleingeld (Kurzfilm)
- 2017 Preis der Deutschen Akademie für Fernsehen in der Kategorie Beste Bildgestaltung für Blaumacher